# Droué
Droué – miejscowość i gmina we Francji, w Regionie Centralnym, w departamencie Loir-et-Cher.
Według danych na rok 1990 gminę zamieszkiwały 1353 osoby, a gęstość zaludnienia wynosiła 56 osób/km² (wśród 1842 gmin Centre, Droué plasuje się na 295. miejscu pod względem liczby ludności, natomiast pod względem powierzchni na miejscu 520.).